# Fritz Hochwälder

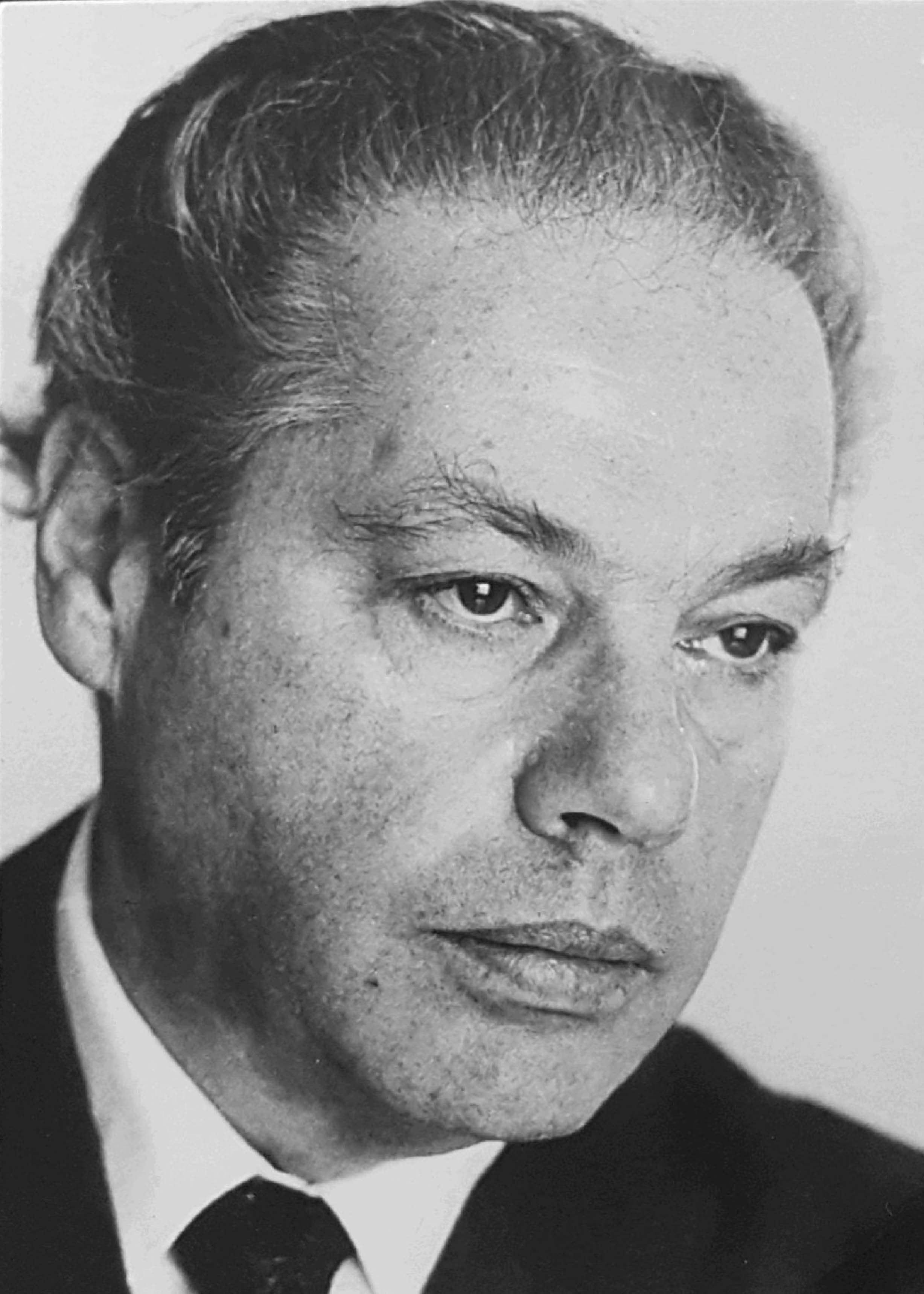

Fritz Hochwälder, född den 28 maj 1911 i Wien, död den 20 oktober 1986 i Zürich, Schweiz, var en österrikisk dramatiker, från 1938 bosatt i Zürich.
Hochwälders dramer baseras ofta på historiskt stoff, och visar på diskrepansen mellan idealism och politisk verklighet. Han spelades ofta på 1950- och 1960-talen. Mest känd av hans pjäser är Das heilige Experiment från 1942, som handlar om hur en utopisk jesuitstat i Paraguay våldsamt upplöses av spanjorerna på 1760-talet.
Hochwälder tilldelades flera priser för sin dramatik, däribland Grillparzer-Preis 1956, Großer Österreichischer Staatspreis 1966 och Österreichisches Ehrenzeichen für Wissenschaft und Kunst 1980.

## På svenska
- Värdshuset: dramatiserad legend (Die Herberge) (otryckt översättning av Per Sjöstrand för Helsingborgs stadsteater 1960-tal?)